# Mein Bester & Ich
Mein Bester & Ich (Originaltitel: The Upside) ist eine Tragikomödie von Neil Burger, die im September 2017 im Rahmen des Toronto International Film Festivals ihre Premiere feierte. Der Film basiert auf der international erfolgreichen französischen Komödie Ziemlich beste Freunde aus dem Jahr 2011. Die Hauptrollen übernahmen Bryan Cranston und Kevin Hart.

## Handlung
Philip Lacasse ist zwar reich, hat aber seine Frau durch Krebs verloren und ist selbst nach einem Gleitschirmunfall querschnittgelähmt. Durch seine Tetraplegie ist er dauerhaft auf Hilfe angewiesen. Dafür wird der vorbestrafte und in den Augen seiner Assistentin Yvonne Pendleton völlig ungeeignete Dell Scott eingestellt. Das Verhältnis gestaltet sich anfangs schwierig, da beide aus völlig verschiedenen Welten kommen. Philip interessiert sich für Moderne Kunst und Oper, Dell hingegen sorgt sich vor allem darum, wie er wieder Kontakt zu seinem Sohn Anthony herstellen kann. Mit der Zeit kommen sich Dell und Philip näher und eine Freundschaft beginnt, die beide zum Aufblühen bringt.
Nachdem ein Date zwischen Philip und seiner Brieffreundin Lily schiefgeht, wird Dell gefeuert, da Philip ihm vorwirft, er hätte ihn in diese Lage gebracht. Philip lässt sich immer mehr gehen und drängt auch Yvonne aus seinem Leben. Mit dem Geld, das Dell verdient hat, kauft er ein Haus für Latrice und Anthony und startet sein eigenes Unternehmen. Als er einige Zeit später von Philips Physiotherapeutin erfährt, wie schlecht es diesem geht, unternimmt er eine wilde Fahrt in einem Ferrari mit ihm. Daraufhin ist ihre Freundschaft wiederhergestellt und sie unternehmen zusammen einen Gleitschirmflug. Dell bringt Philip auch dazu, sich mit Yvonne zu versöhnen.

## Produktion
Regie führte Neil Burger, das Drehbuch schrieb Jon Hartmere. Es handelt sich um eine Neuverfilmung der international erfolgreichen französischen Komödie Ziemlich beste Freunde (Intouchables) von Olivier Nakache und Éric Toledano aus dem Jahr 2011, die wiederum auf der Autobiographie Le second souffle des seit einem Sportunfall querschnittgelähmten ehemaligen Pommery-Geschäftsführers Philippe Pozzo di Borgo basiert.
Bryan Cranston spielt den querschnittgelähmten Phillip (in der Vorlage verkörpert von François Cluzet), und Kevin Hart ist in der Rolle des unkonventionellen neuen Pflegers Dell zu sehen (in der Vorlage gespielt von Omar Sy). In weiteren Rollen wirken Nicole Kidman und Julianna Margulies mit.
Die Filmmusik komponierte Rob Simonsen.
Der Film feierte am 8. September 2017 im Rahmen des Toronto International Film Festivals seine Premiere, beendete im Oktober 2017 das San Diego Film Festival und startete am 11. Januar 2019 in den US-amerikanischen Kinos. Der Kinostart in Deutschland erfolgte am 21. Februar 2019.

## Rezeption
Insgesamt stieß der Film bei den Kritikern auf geteiltes Echo. Bei Rotten Tomatoes beträgt der Anteil positiver Kritiken 43 %.
Wendy Ide vermerkte in The Observer, dass alles, was bereits am Original falsch gewesen sei („seine Sentimentalität, seine Simplifizierung“), hier noch stärker auffalle. Vor allem aber störte sie sich an der Besetzung: „Das schleppende US-Remake tauscht den nicht zu bändigenden Charme Omar Sys leutseliger Leinwandpräsenz gegen die nervige Irritation, die von Kevin Hart ausgeht.“